# Jean Freinsheim
Jean Freinsheim (allemand : Johann Freinsheim ou latin : Johannes Frenshemius) (né le 16 novembre 1608 à Ulm, mort le 31 août 1660 à Heidelberg) est un philologue et historien allemand.

## Biographie

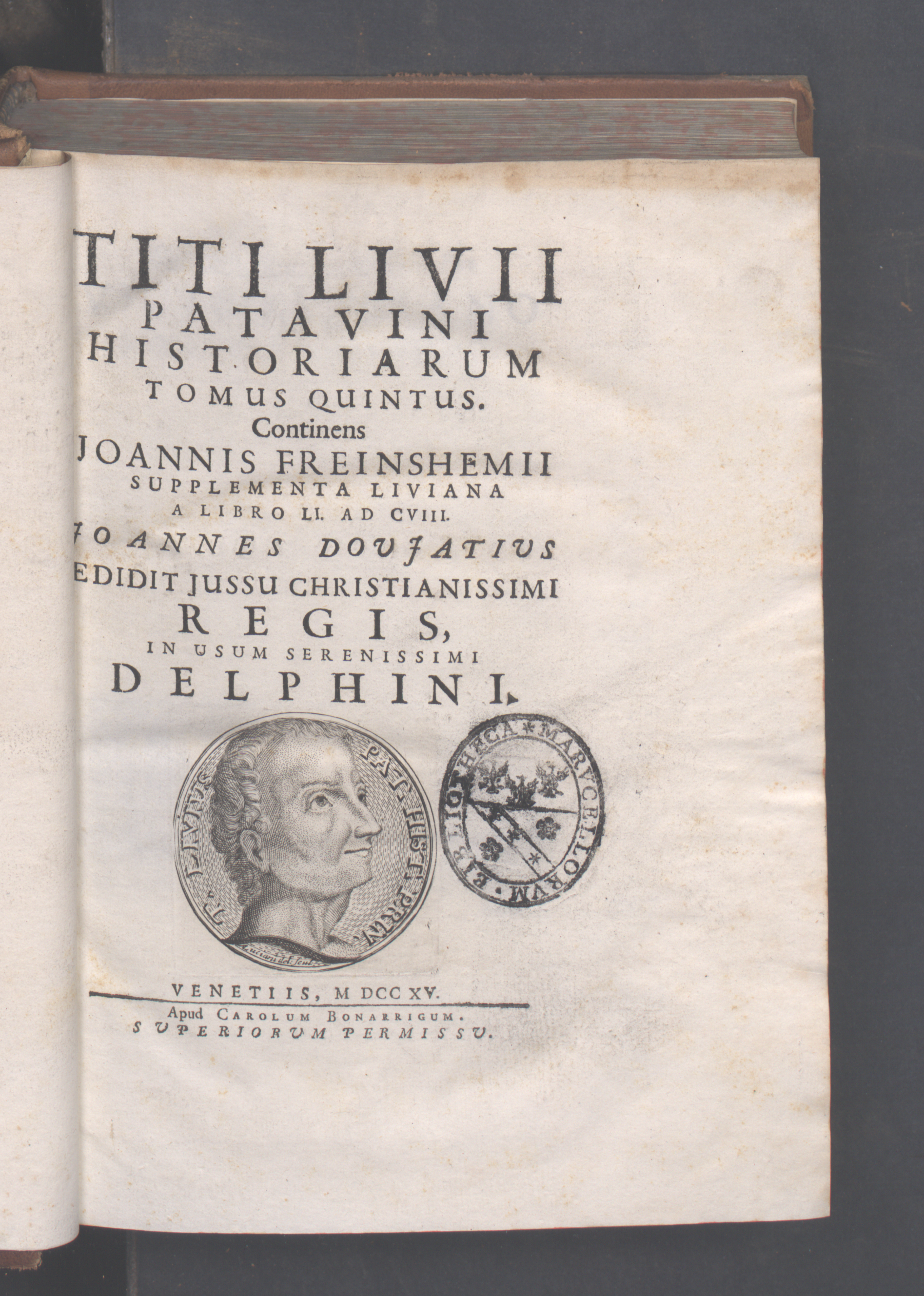
Supplementa liviana, 1715

Il est professeur de politique et d'histoire à Uppsala, bibliothécaire et historiographe de la Reine Christine.
Il a repris et enrichi des textes de Tite-Live en 1649 et de Quinte-Curce en 1660 qui sont reproduits dans de nombreuses éditions de ces auteurs. Il a établi des notes sur Florus et sur Tacite, un Index de Phèdre et un opuscule en latin de Calido Potu dissertatio en 1636.  
Il est le gendre du mathématicien, astronome, philologue et historien Matthias Bernegger.